# Hybridautomation
Hybride Automatisierung kombiniert sensorbasierte Steuerung mit menschlicher Expertise im Fluidmanagement für Kühlschmierstoffe (KSS). So lassen sich manuelle Eingriffe und digitale Prozesse zu einem effizienten Gesamtsystem verbinden. Das sorgt für höhere Prozeßsicherheit und optimierte Betriebskosten. Eine Teilautomatisierung als integraler Bestandteil bietet einen wirtschaftlichen und risikolosen Einstieg in die Welt der Automatisierung des KSS-Fluidmanagements, ohne auf die Möglichkeit einer späteren Vollautomatisierung verzichten zu müssen.

## Was bedeutet hybride Automatisierung?
Hybride Automatisierung beschreibt einen Mix aus automatischen Regelkreisen und gezielten manuellen Aktionen im KSS-Fluidmanagement ("human-in-the-loop").
- Sensoren messen kontinuierlich den Kühlmittelstand in den Tanks.
- Fachkräfte ermitteln in vorgegeben Abständen die Öl-Konzentration, den pH-Wert u.a. und übergeben diese Werte an eine zentrale Steuerung.
- Steuerungssysteme passen Dosierung und Nachfüllung autonom an.
- Fachkräfte validieren Daten, justieren Parameter und entscheiden bei Ausnahmefällen.

Dieses Zusammenspiel garantiert Präzision und Flexibilität zugleich.